# Calgary-Nord-Est
Pour les articles homonymes, voir Calgary (homonymie).

Circonscription de Calgary-Nord-Est sur la carte des autres circonscription de Calgary.

Calgary-Nord-Est était une circonscription électorale fédérale canadienne de l'Alberta.

## Circonscription fédérale
La circonscription se situait au sud de l'Alberta et représentait le nord-est de Calgary.
Les circonscriptions limitrophes étaient Calgary-Est, Calgary-Centre-Nord, Calgary—Nose Hill, Crowfoot et Wild Rose.    
Elle possédait une population de 129 015 personnes, dont 82 187 électeurs, sur une superficie de 127 km². 

## Résultats électoraux
|       | Candidat               | Parti              | # de voix | % des voix |
|       | (x) Devinder Shory     | Conservateur       | +23 550,  | 56,8 %     |
|       | Cam Stewart            | Libéral            | +11 487,  | 27,71 %    |
|       | Collette Singh         | NPD                | +04 262,  | 10,28 %    |
|       | Sheila Brown-Eckersley | Vert               | +01 953,  | 4,71 %     |
|       | Daniel Blanchard       | Marxiste-léniniste | +00206,   | 0,5 %      |
| Total | Total                  | Total              | 41 458    | 100 %      |

|       | Candidat          | Parti              | # de voix | % des voix |
|       | Devinder Shory    | Conservateur       | +18 917,  | 51,53 %    |
|       | Sanam Kang        | Libéral            | +07 435,  | 20,25 %    |
|       | Vinay Dey         | NPD                | +03 279,  | 8,93 %     |
|       | Abeed Monty Ahmad | Vert               | +02 035,  | 5,54 %     |
|       | Daniel Blanchard  | Marxiste-léniniste | +00211,   | 0,57 %     |
|       | Roger Richard     | Indépendant        | +04 837,  | 13,17 %    |
| Total | Total             | Total              | 36 714    | 100 %      |

## Historique
La circonscription de Calgary-Nord-Est a été créée en 1987 à partir des circonscriptions de Calgary-Est et de Bow River. En 2003, une partie de Calgary-Centre-Nord fut transférée à la circonscription actuelle. Abolie lors du redécoupage de 2012, elle fut redistribuée parmi Calgary Skyview et Calgary Forest Lawn.
1. 1988-1993 — Alex Kindy, PC
2. 1993-2008 — Art Hanger, PR (1993-2000), AC (2000-2003) et PCC (2003-2008)
3. 2008-2015 — Devinder Shory, PCC

- AC = Alliance canadienne
- PC = Parti progressiste-conservateur
- PCC = Parti conservateur du Canada
- PR = Parti réformiste du Canada

1. ↑  Élections Canada.